# Petar II., grof Alençona
Petar II. Plemeniti (Pierre II d'Alençon, Pierre de Valois; 1340. – 20. rujna 1404.) bio je francuski plemić i grof Alençona. Osim što je bio grof Alençona, Petar je bio grof Perchea.
Petrovi su roditelji bili grof Karlo II. i njegova supruga Marija de la Cerda. Nakon smrti Karla II., njegov najstariji sin Karlo postao je grof Karlo III., ali je poslije postao fratar, što je omogućilo Petru da postane grof. 
Dana 10. listopada 1371., Petar se oženio imućnom nasljednicom Marijom Chamaillard; ovo su njihova djeca:
- Marija
- Petar
- Ivan
- Marija
- Ivana
- Katarina d'Alençon
- Margareta
- Ivan I., vojvoda Alençona